# François Watteau
François Watteau (Valenciennes, 1758. augusztus 18. – Lille, 1823. december 1.) francia festő. Apja, Louis Joseph Watteau a világhírű festő Jean-Antoine Watteau öccse, szintén festő volt. Lille városában tevékenykedett, ezért apjához hasonlóan a „lille-i Watteau” (Watteau de Lille) néven is emlegették. 
1808-től haláláig a helyettes kurátora (vezetője) volt a lille-i szépművészeti múzeumnak, a Palais des Beaux-Arts de Lille-nek, aminek létrehozásában apja nagy szerepet játszott.

## Élete és munkássága
Festői tanulmányait eleinte apjánál végezte, majd Párizsban Louis Jean-Jacques Durameau volt a mestere és a Királyi Festészeti Akadémia (Académie royale de peinture) diákja volt. 1775 és 1782 között a Galerie des modes et costumes français divatlap rajzolója volt. 1802-ben két festményét kiállította a párizsi szalonon, de nem aratott sikert. 1806-tól nem festett többé, de rajzolóként jelentős életművet alkotott. 

François Watteau műveiből
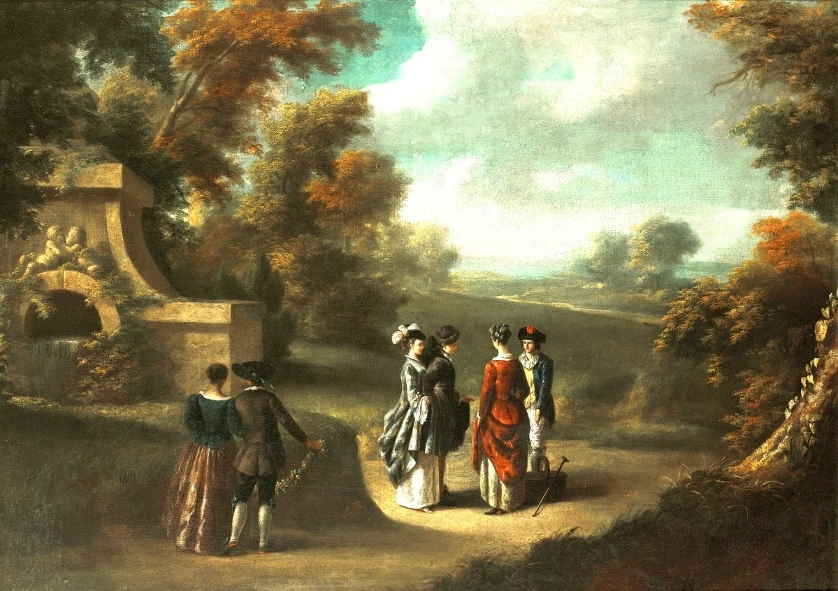
Találkozó egy parkban, Varsó, Wilanów.
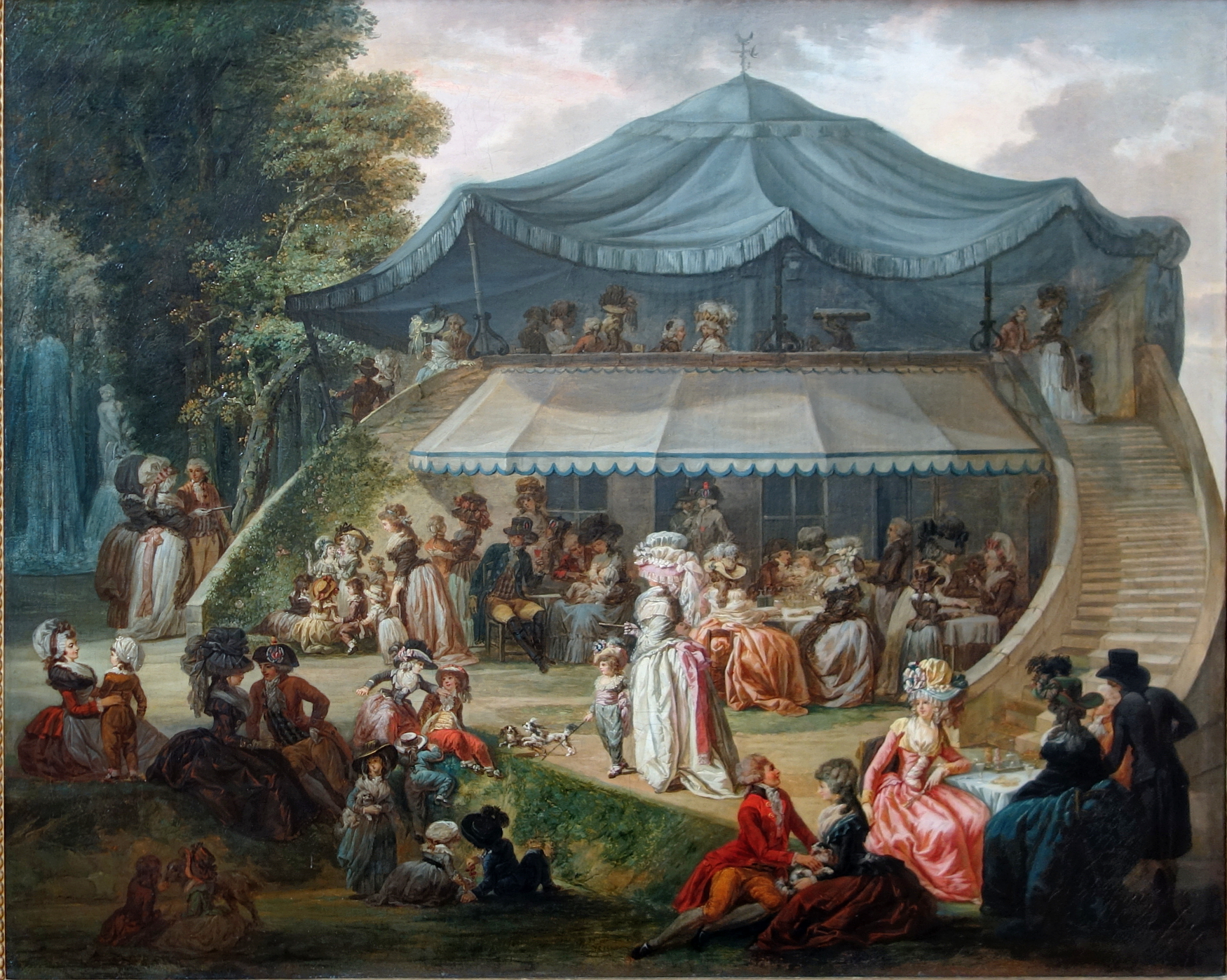
Ünnep a Kolosszeumnál (1789 körül), Palais des Beaux-Arts de Lille
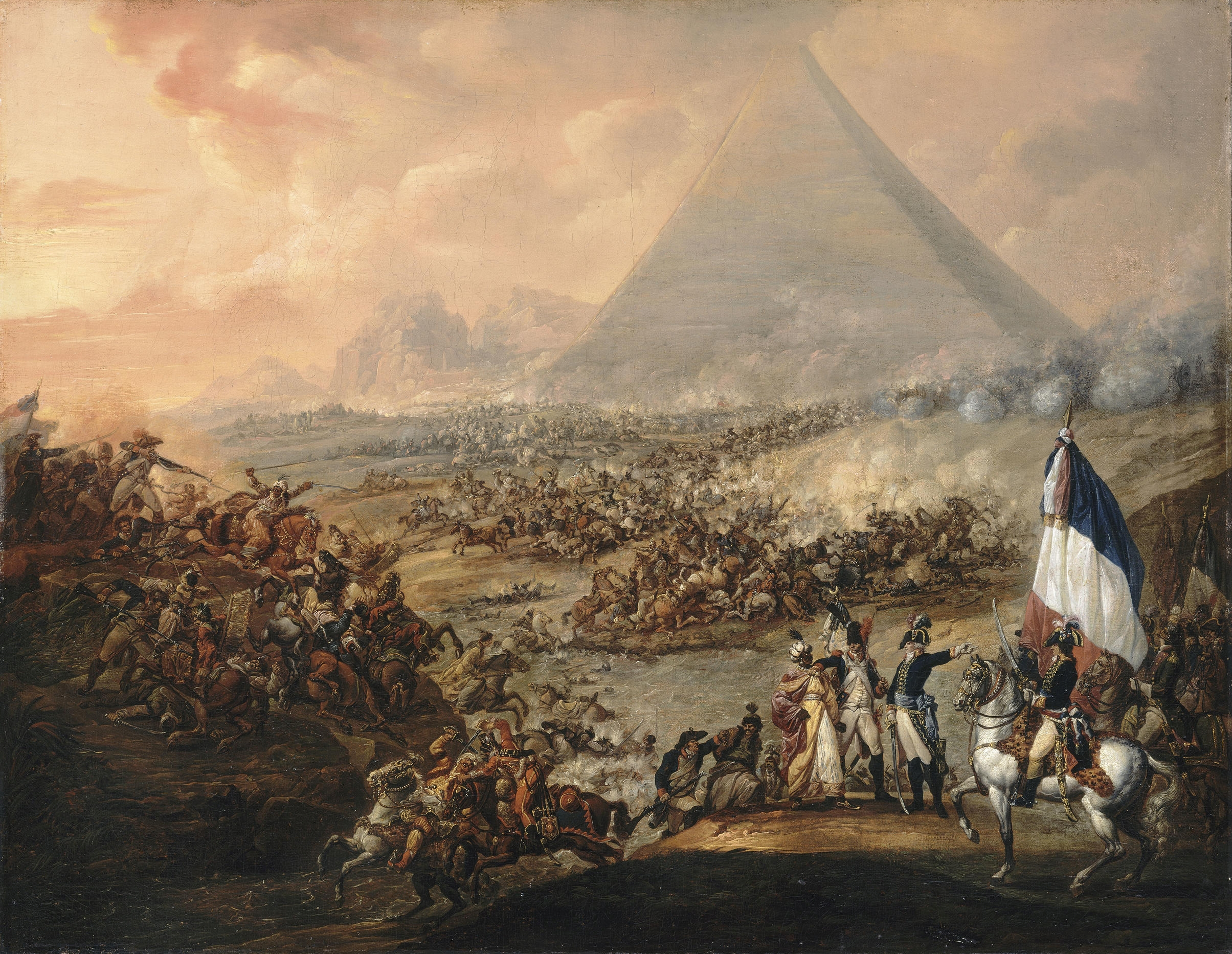
Csata a piramisoknál (1798-1799), Musée des Beaux-Arts de Valenciennes.

## Fordítás
- Ez a szócikk részben vagy egészben  a   François Watteau című francia Wikipédia-szócikk ezen változatának fordításán alapul.  Az eredeti cikk szerkesztőit annak laptörténete sorolja fel. Ez a jelzés csupán a megfogalmazás eredetét és a szerzői jogokat jelzi, nem szolgál a cikkben szereplő információk forrásmegjelöléseként.